# Джеймс Мур
Джеймс Мур (англ. James Moore, 26 лютого 1978, Віклов, Ірландія) — ірландський професійний боксер, призер чемпіонату світу серед аматорів.

## Аматорська кар'єра
Джеймс Мур тричі був чемпіоном Ірландії.
На чемпіонаті світу 2001 завоював бронзову медаль.
- В 1/32 фіналу переміг Александрса Сотнікса (Латвія) — 17-9
- В 1/16 фіналу переміг Даріуса Ясявичюса (Литва) — 14-11
- В 1/8 фіналу переміг Леонарда Бунду (Італія) — 19-16
- У чвертьфіналі переміг Фірата Караголлу (Туреччина) — 24(+)-24
- У півфіналі програв Ентоні Томпсону (США) — 24-36

На чемпіонаті Європи 2002 програв у першому бою.
На чемпіонаті світу 2003 програв у другому бою.

## Професіональна кар'єра
На профірингу Джеймс Мур дебютував 2005 року. Крім одного поєдинку провів усі бої у США проти суперників невисокого класу.